# Camaridium pygmaeum
Camaridium pygmaeum är en orkidéart som beskrevs av Mario Alberto Blanco. Camaridium pygmaeum ingår i släktet Camaridium och familjen orkidéer.
Artens utbredningsområde är Costa Rica. Inga underarter finns listade i Catalogue of Life.